# ۳۱۰ (قمری)
۳۱۰ (قمری)، سیصد و دهمین سال در گاهشماری هجری قمری است. اول محرم این سال برابر با ششم مه سال ۹۲۲ میلادی است.

## درگذشتگان
- شوال - محمد بن جریر طبری مورخ ایرانی